# Dogofry (Niono)
Pour les articles homonymes, voir Dogofry.
Dogofry est une commune malienne, située dans le département de la Banlazans, chef-lieu dans le cercle de Niono et la région de Ségous.